# A1 Grand Prix – sezon 2006/2007
A1 Grand Prix – sezon 2006/2007 – drugi sezon serii A1 Grand Prix. Rozpoczął się 1 października 2006 roku w holenderskim Zandvoort, a zakończył 29 kwietnia 2007 w Brands Hatch. Mistrzostwo zdobył A1 Team Germany, wyprzedzając o 35 pkt. A1 Team New Zealand.

## Kalendarz
| Data                | Tor                                  | Państwo           |
| ------------------- | ------------------------------------ | ----------------- |
| 1 października 2006 | Circuit Zandvoort                    | Holandia          |
| 8 października 2006 | Masaryk Circuit, Brno                | Czechy            |
| 26 listopada 2006   | Sepang International Circuit         | Malezja           |
| 12 listopada 2006   | Pekin                                | Chiny             |
| 10 grudnia 2006     | Sentul                               | Indonezja         |
| 21 stycznia 2007    | Taupō                                | Nowa Zelandia     |
| 4 lutego 2007       | Eastern Creek Circuit, Sydney        | Australia         |
| 25 lutego 2007      | Durban                               | Południowa Afryka |
| 25 marca 2007       | Autódromo Hermanos Rodríguez, Meksyk | Meksyk            |
| 15 kwietnia 2007    | Shanghai International Circuit       | Chiny             |
| 29 kwietnia 2007    | Brands Hatch                         | Wielka Brytania   |

## Kierowcy i zespoły
| Kraj            | Zespół                  | Kierowcy |
| --------------- | ----------------------- | --- |
| Australia       | A1 Team Australia       | Ryan Briscoe Karl Reindler Ian Dyk Barton Mawer                                                                   |
| Brazylia        | A1 Team Brazil          | Tuka Rocha Raphael Matos Alexandre Negrão Ruben Carrapatoso Bruno Junqueira Luiz Razia Bia Figueiredo Vítor Meira |
| Kanada          | A1 Team Canada          | Sean McIntosh James Hinchcliffe Kevin Lacroix                                                                     |
| Chiny           | A1 Team China           | Cheng Congfu Jiang Tengyi Ho-Pin Tung Ma Qinghua                                                                  |
| Czechy          | A1 Team Czech Republic  | Jaroslav Janiš Tomáš Enge Tomáš Kostka Jan Charouz Filip Salaquarda                                               |
| Francja         | A1 Team France          | Nicolas Lapierre Loïc Duval Jean-Karl Vernay                                                                      |
| Niemcy          | A1 Team Germany         | Nico Hülkenberg Marco Holzer Christian Vietoris                                                                   |
| Wielka Brytania | A1 Team Great Britain   | Darren Manning Robbie Kerr Oliver Jarvis Oliver Turvey                                                            |
| Grecja          | A1 Team Greece          | Takis Kaitatzis Stelios Nousias Nikos Zakos Vassilis Papafilliou                                                  |
| Indie           | A1 Team India           | Armaan Ebrahim Parthiva Sureshwaren Narain Karthikeyan                                                            |
| Indonezja       | A1 Team Indonesia       | Ananda Mikola Moreno Soeprapto                                                                                    |
| Irlandia        | A1 Team Ireland         | Michael Devaney John O’Hara Richard Lyons                                                                         |
| Włochy          | A1 Team Italy           | Pier Guidi Alessandro Enrico Toccacelo Michele Rugolo                                                             |
| Liban           | A1 Team Lebanon         | Basil Shaaban Alexander Khateeb Graham Rahal Khalil Beschir Allam Khodair                                         |
| Malezja         | A1 Team Malaysia        | Alex Yoong Fairuz Fauzy Aaron Lim Nik Iruwan                                                                      |
| Meksyk          | A1 Team Mexico          | Salvador Durán Sergio Pérez Juan Pablo Garcia                                                                     |
| Holandia        | A1 Team The Netherlands | Jeroen Bleekemolen Renger van der Zande                                                                           |
| Nowa Zelandia   | A1 Team New Zealand     | Matt Halliday Jonny Reid Chris van der Drift Wade Cunningham Daniel Gaunt                                         |
| Pakistan        | A1 Team Pakistan        | Nur Ali |
| Portugalia      | A1 Team Portugal        | Alvaro Parente Joao Urbano                                                                                        |
| Singapur        | A1 Team Singapore       | Christian Murchison Denis Lian Hafiz Koh                                                                          |
| RPA             | A1 Team South Africa    | Adrian Zaugg Stephen Simpson Alan van der Merwe Gavin Cronje                                                      |
| Szwajcaria      | A1 Team Switzerland     | Sébastien Buemi Neel Jani Marcel Fässler                                                                          |
| USA             | A1 Team USA             | Philip Giebler Jonathan Summerton Ryan Hunter-Reay                                                                |

## Klasyfikacja
| Nr | Zespół            | Punkty |
| -- | ----------------- | ------ |
| 1  | Niemcy            | 128    |
| 2  | Nowa Zelandia     | 93     |
| 3  | Wielka Brytania   | 92     |
| 4  | Francja           | 67     |
| 5  | Holandia          | 57     |
| 6  | Malezja           | 55     |
| 7  | Włochy            | 52     |
| 8  | Szwajcaria        | 50     |
| 9  | USA               | 42     |
| 10 | Meksyk            | 35     |
| 11 | Kanada            | 33     |
| 12 | Czechy            | 0      |
| 13 | Australia         | 25     |
| 14 | Południowa Afryka | 24     |
| 15 | Chiny             | 22     |
| 16 | Indie             | 13     |
| 17 | Portugalia        | 10     |
| 18 | Brazylia          | 9      |
| 19 | Irlandia          | 8      |
| 20 | Singapur          | 3      |
| 21 | Indonezja         | 1      |
| 22 | Pakistan          | 1      |
| 23 | Liban             | 0      |
| 24 | Grecja            | 0      |